# Drehleier

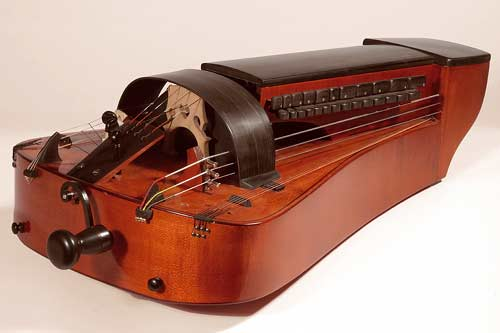
Drehleier (Alto-Drehleier, W. Weichselbaumer, Wien 2006)

Drehleier im Museum für Kunst und Gewerbe Hamburg (Pajot, 1880)

Die Drehleier oder Radleier ist ein seit dem Mittelalter bekanntes mechanisiertes Streichinstrument aus der Klasse der Lauteninstrumente, bei dem die Saiten von einem eingebauten Rad angestrichen werden, das mittels einer Kurbel gedreht wird. Die schwingende Länge einer oder mehrerer Melodiesaiten wird mechanisch über Tasten verkürzt, um die Tonhöhe zu verändern.
Meist klingen eine oder mehrere Bordunsaiten auf konstanter Tonhöhe mit. Die Drehleier wird daher wie die Sackpfeife zu den Borduninstrumenten gezählt. Zum Erzeugen von rhythmischen Schnarrlauten dient oft ein Schnarrsteg. Die in Museen erhaltenen böhmischen Instrumente haben keine Bordunsaiten, die traditionellen Instrumente aus Galicien keinen Schnarrsteg.
Die Drehleier wird unter anderem in der traditionellen Musik, der Alten Musik, im Jazz, Industrial, im Mittelalter-Rock und in der Neuen Musik verwendet.

## Mechanismus der Verkürzung der Melodiesaiten

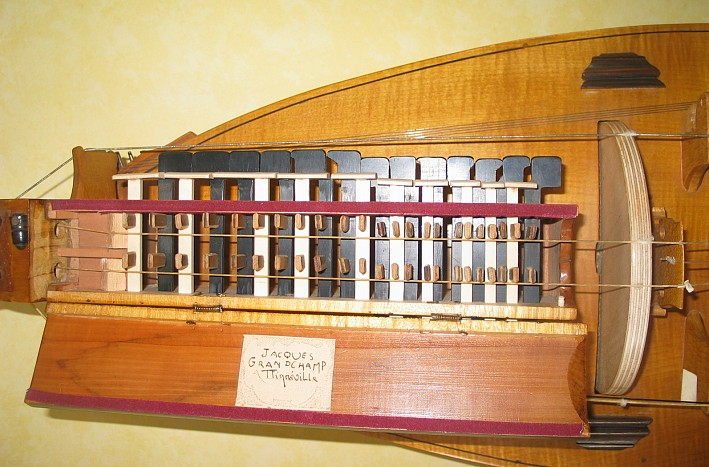
Mechanismus der Verkürzung der Melodiesaiten, Drehleier mit Spänekorpus, J. Grandchamps, 1980

Jede Taste sitzt auf einer Schiebestange mit rechteckigem Querschnitt. Die Schiebestangen werden durch entsprechende Löcher quer durch zwei parallele Brettchen (Tangentenkasten genannt) geführt. Diese Brettchen sind so am Instrument befestigt, dass die Melodiesaiten parallel zwischen ihnen verlaufen und damit die Schiebestangen quer zu den Melodiesaiten.
Auf den Schiebestangen ist für jede Melodiesaite ein Bauteil befestigt, das funktional einem Bund entspricht. Beim Drücken einer Taste werden die entsprechenden „Bünde“ gegen die Melodiesaiten gedrückt und dadurch die schwingende Länge aller Saiten zugleich verkürzt. Um das Instrument exakt stimmen zu können, sind diese „Bünde“ meistens beweglich.
Die „Bünde“ einer Drehleier werden auch als Tangenten bezeichnet, weil sie die Saiten „tangieren“ (berühren), oder als „Fähnchen“, wegen ihrer traditionellen Form. Das Zurückfallen der Tasten in die Ausgangsstellung erfolgt durch die Schwerkraft.
Gelegentlich finden sich von diesem Grundmodell abweichende Mechanismen, bei denen etwa das Zurückfallen der Tasten durch Federkraft erreicht wird, auch gibt es einen Mechanismus, bei dem die „Bünde“ auf rotierenden Scheiben befestigt sind.

## Bauformen

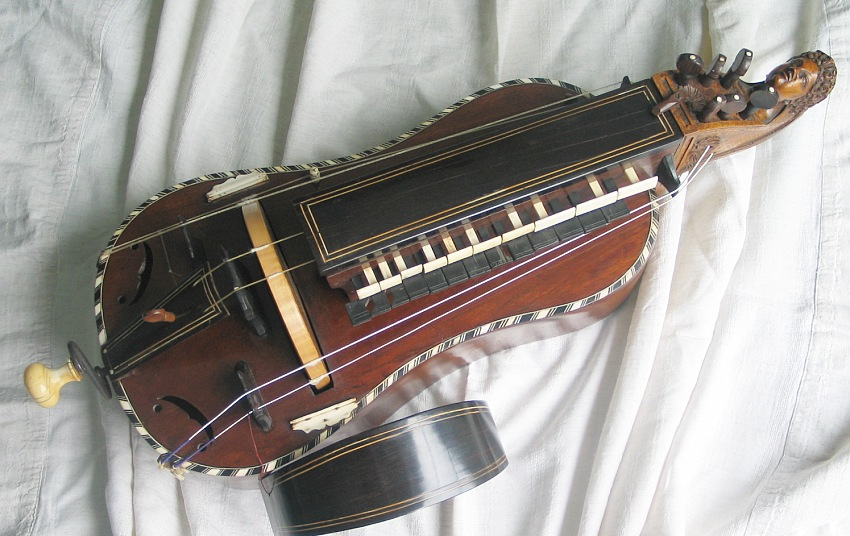
Drehleier mit Korpus in Gitarrenform nach Pierre Louvet, Paris um 1800

Durch die Zeiten und Regionen findet sich eine große Vielfalt an Bauformen. Eine allgemeine Standardisierung ist nicht feststellbar, jedoch lassen sich einige Typen eingrenzen.

### Organistrum

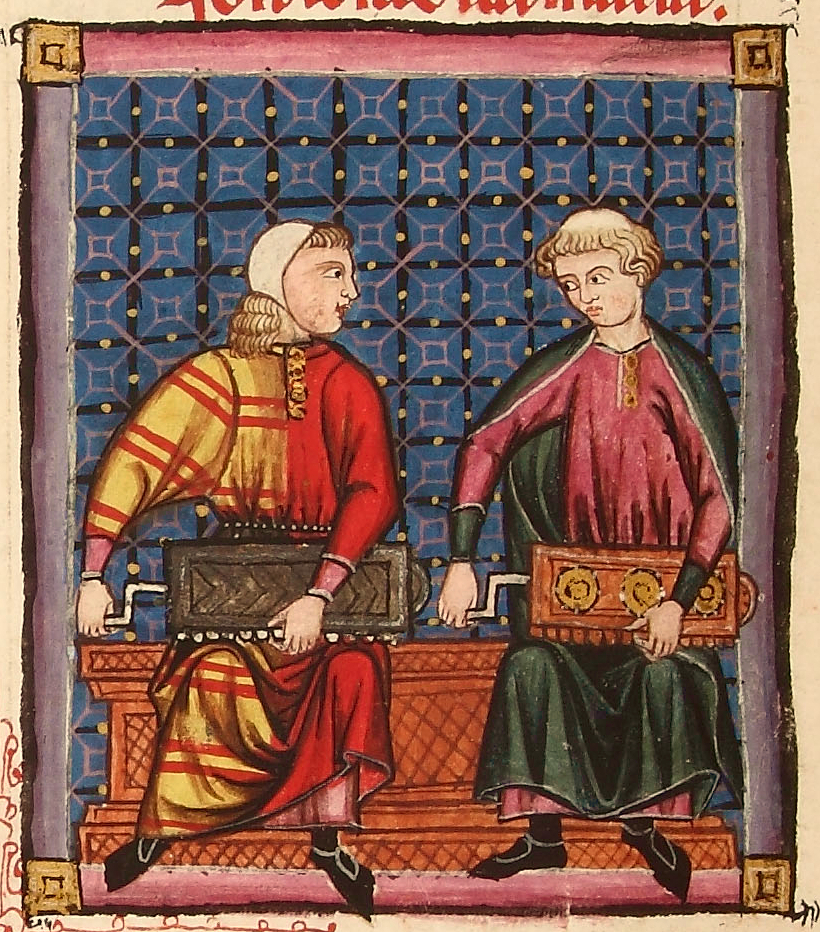
Zwei Kastenleier spielende Musiker. Illumination aus dem Kodex Cantigas de Santa Maria (13. Jh.)

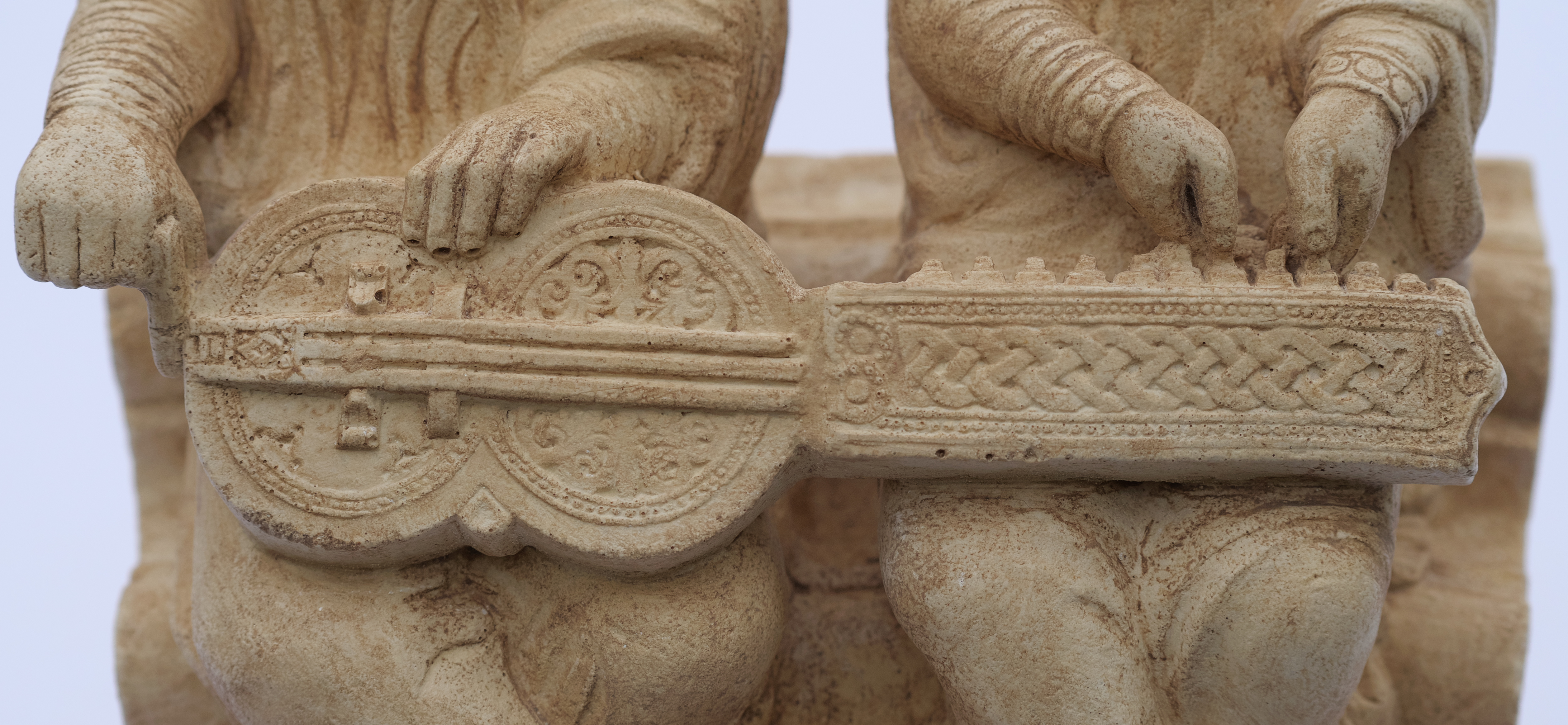
Organistrum, Replik der Steinskulptur in der Kathedrale von Santiago de Compostela, 1188

Die älteste nachgewiesene Form ist das Organistrum, das in Texten ab dem 10. Jahrhundert belegt ist. Die frühesten bekannten Darstellungen stammen aus dem 12. Jahrhundert. Beim Organistrum für zwei Spieler bedient einer der beiden die Kurbel und der andere verkürzt die Saiten. Es ist nur aus Abbildungen und Plastiken bekannt; heutiges Wissen über den Mechanismus der Saitenverkürzung, die Stimmung und andere bauliche Details gründet auf Indizien. Das Organistrum wurde in der Kirchenmusik verwendet.
Im Musikinstrumentenmuseum Lißberg befindet sich ein Nachbau des Organistrums, das auf einem 1188 entstandenen Steinrelief an der Kathedrale von Santiago de Compostela zu sehen ist. Der Drehleierbauer Kurt Reichmann fertigte mit Hilfe der Abbildung einen Nachbau an.

### Bauformen aus Frankreich
Eine bedeutende Veränderung erfuhr die Drehleier ausgehend von Frankreich im 18. Jahrhundert. Es entstanden während einer eher kurzen Zeitspanne viele kammermusikalische Werke für Instrumente der Volksmusik, unter ihnen die Drehleier. Das Instrument wurde für den Gebrauch in der höfischen (Kammer-)Musik adaptiert und Bauformen mit lautenähnlichem Spänekorpus sowie mit Orgelregistern wurden entwickelt. Viele technische Grundlagen der heute verwendeten Instrumente gehen auf diese Zeit zurück.
Bis ins 19. Jahrhundert ist die Drehleier in vielen Ländern Europas dokumentiert. Heute ist sie in Zentralfrankreich, Nordwestspanien und Ungarn als traditionelles Musikinstrument verbreitet, in vielen Regionen Europas erlebt sie eine Renaissance. Das Instrument hat heute vermutlich eine größere Verbreitung als zu jeder anderen Zeit.
Für die Drehleier, französisch Vielle à Roue (wörtlich Rad-Fidel), gibt es heute in Frankreich eine starke Tradition, insbesondere im Süden der Region Centre-Val de Loire, in der Auvergne und Bourgogne. Seine Form mit einem Korpus aus Spänen, ähnlich der Laute, erhielt dieses Instrument von höfischen Instrumentenbauern zu Beginn des 18. Jahrhunderts. Als namentlich bekannte Instrumentenbauer dieser Periode, welche diese feiner klingenden Instrumente bauten, sind Henri Bâton aus Versailles, die aus der Normandie stammenden Brüder Pierre Louvet (1709–1784) und Jean Louvet (1718–1793) sowie Jean-Nicolas Lambert (1708–1759) und Nicolas Colson (* 1785 in Mirecourt) zu nennen. Neben den Instrumenten mit Spänekorpus wurden auch Instrumente mit gitarrenförmigem Korpus gebaut.
Im 19. Jahrhundert passte sich das Instrument mehr und mehr dem Gebrauch in der dörflichen Musik an und wurde robuster. Die Instrumente aus dieser Zeit, etwa von Pimpard oder Pajot aus Jenzat in der Auvergne, gleichen den heute gebauten. Für die Bretagne fertigten die Instrumentenbauer aus dem Centre Drehleiern mit einem größeren taillierten Zargen-Korpus.

### Bauformen aus Ungarn

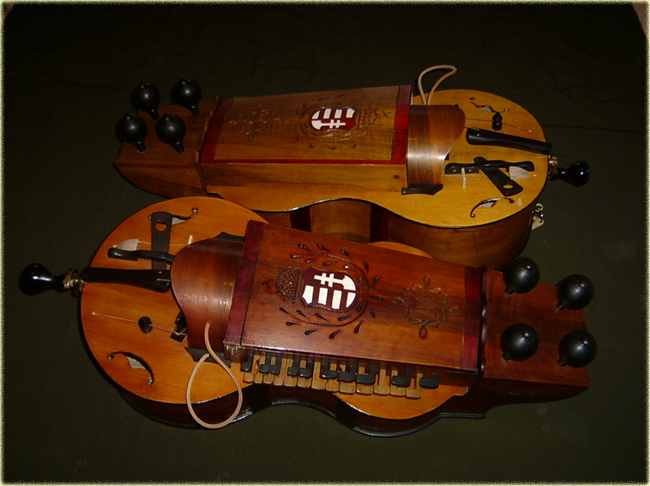
Zwei tekerőlant, Bela Szerenyi, Budapest, Ende des 20. Jahrhunderts

Die Drehleier, auf Ungarisch in der bäuerlichen Sprache nyenyere genannt, seit dem 20. Jahrhundert meist als tekerőlant oder kurz tekerő (tekerő, „drehen/kurbeln“; lant, „Laute“), hat einen großen taillierten Zargenkorpus und die Besonderheit, dass Melodie-, Schnarr- und Bordunsaiten innerhalb des Tangentenkastens, der die Tastatur aufnimmt, verlaufen. Dieses Instrument hat ein Schnarrsystem, das anders als bei den französischen Instrumenten mit einem Keil justiert wird.
Ein Charakteristikum der ungarischen Drehleier ist das im Verhältnis zu den französischen Instrumenten kleinere Rad und die kleinere Kurbel. Dies begünstigt beim Einsatz der Schnarre (ungarisch recsegő) die Erzeugung kurzer akzentuierter Schnarrtöne, deren Klangcharakter an eine Marschtrommel oder ein Tamburin erinnern.
Regional ist die ungarische Drehleier in der ungarischen Volksmusik der Gebiete um Szentes und Csongrád sowie im Gebiet der Donau südlich von Budapest beheimatet. Die ersten schriftlichen Hinweise auf Drehleiern in Ungarn finden sich im 16. Jahrhundert, die ältesten ungarischen Abbildungen des Instrumentes stammen aus der Zeit der Kuruzenkriege Ende des 17. Jahrhunderts. Im Zuge der „Renaissance der Drehleier“, die in Ungarn im letzten Drittel des 20. Jahrhunderts einsetzte, haben ungarische Instrumentenerzeuger die Bauweise von noch lebenden Volksmusikern gelernt und übernommen, so dass Ungarn, ähnlich wie Frankreich, eine durchgehende Tradition des Drehleierbaus und -spiels aufweist. Häufig sind in der Volksmusik Drehleierspieler im Duett mit Klarinettisten überliefert, wobei die Klarinette den Melodiepart und die Drehleier die Funktion eines Begleitinstrumentes übernahm. Erhaltene Drehleiern aus Süd- und Ostösterreich und Ungarn und historische Abbildungen aus diesen Regionen weisen bauliche Ähnlichkeiten auf.

### Böhmischer Typus
In tschechischen Museen sind mehrfach Instrumente erhalten, die keine Bordunsaiten und somit auch keine Schnarrsaite haben. Weitere Merkmale sind: Resonanzsaiten, die durch den Tangentenkasten geführt sind, zylindrische Stege für die einzelnen Melodiesaiten, damit einhergehend für je eine Melodiesaite plus Resonanzsaiten ein eigener Saitenhalter, eine besondere Anordnung der Tangenten/Bünde, die es erlaubt, anders als bei anderen Drehleiern, mit einer Tastatur zwei Melodiesaiten in wechselnden Zweiklängen abzugreifen, sowie meist ein Hebel zum Aushängen einer Melodiesaite.
Unter anderem bei Instrumenten aus dem 18. Jahrhundert wird gemäß Bröcker von einer 6-plus-6-Stimmung der zwei Tastenreihen ausgegangen. Diese Anordnung wurde (allgemein für Tasteninstrumente) als Organum panarchicum von Juan Caramuel y Lobkowitz im 17. Jahrhundert in Böhmen erfunden.

### Bauformen aus Polen und der Ukraine

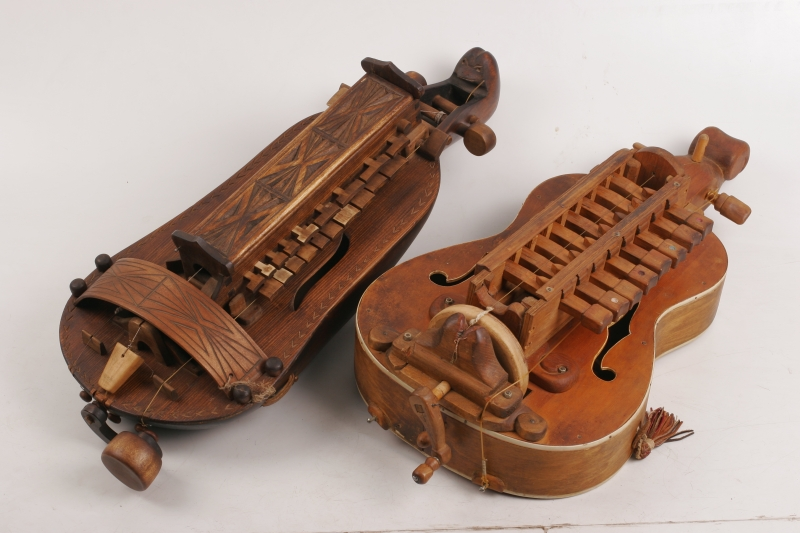
Koljosnaja lira, Drehleiern aus der Ukraine

Die Lira genannten Instrumente in Polen, der Ukraine, Belarus und Russland haben teilweise einen geigenförmigen Korpus, meist ein sehr kleines Rad und gelegentlich eine besondere Tastatur mit Knöpfen. Der legendäre ukrainische Volkssänger und Prophet Wernyhora wird oft mit einer Drehleier dargestellt.

### Alto-Drehleier
Dieses moderne Musikinstrument wurde seit den 1980er-Jahren nach den Klangvorstellungen der Instrumentenbauer und den Bedürfnissen von Drehleierspielern entwickelt, welche die Drehleier in modernem musikalischem Kontext verwenden. Das besondere Augenmerk liegt dabei auf der Erweiterung der klanglichen Vielfalt und der Dynamik. Bekannte Musiker, die besonders an der Entwicklung der Alto-Drehleiern mitgewirkt haben, sind Valentin Clastrier, Gilles Chabenat, Germán Díaz, Matthias Loibner und Simon Wascher.
Die Bezeichnung alto (französisch für „Bratsche“) leitet sich vom erweiterten Tonumfang der Alto-Drehleierm her. Sie haben meist einen tieferen Klang, einen mit bis zu drei Oktaven größeren Tonumfang, mehr Saiten – bis zu 27 –, unter Verwendung der verschiedenen Saiten dann bis zu viereinhalb Oktaven Tonumfang und eingebaute Vorverstärkersysteme.
Wichtige Instrumentenbauer für die Entwicklung dieses Typs sind Denis Siorat, Robert Mandel, Philippe Mousnier und Wolfgang Weichselbaumer.

### Gotische Drehleier

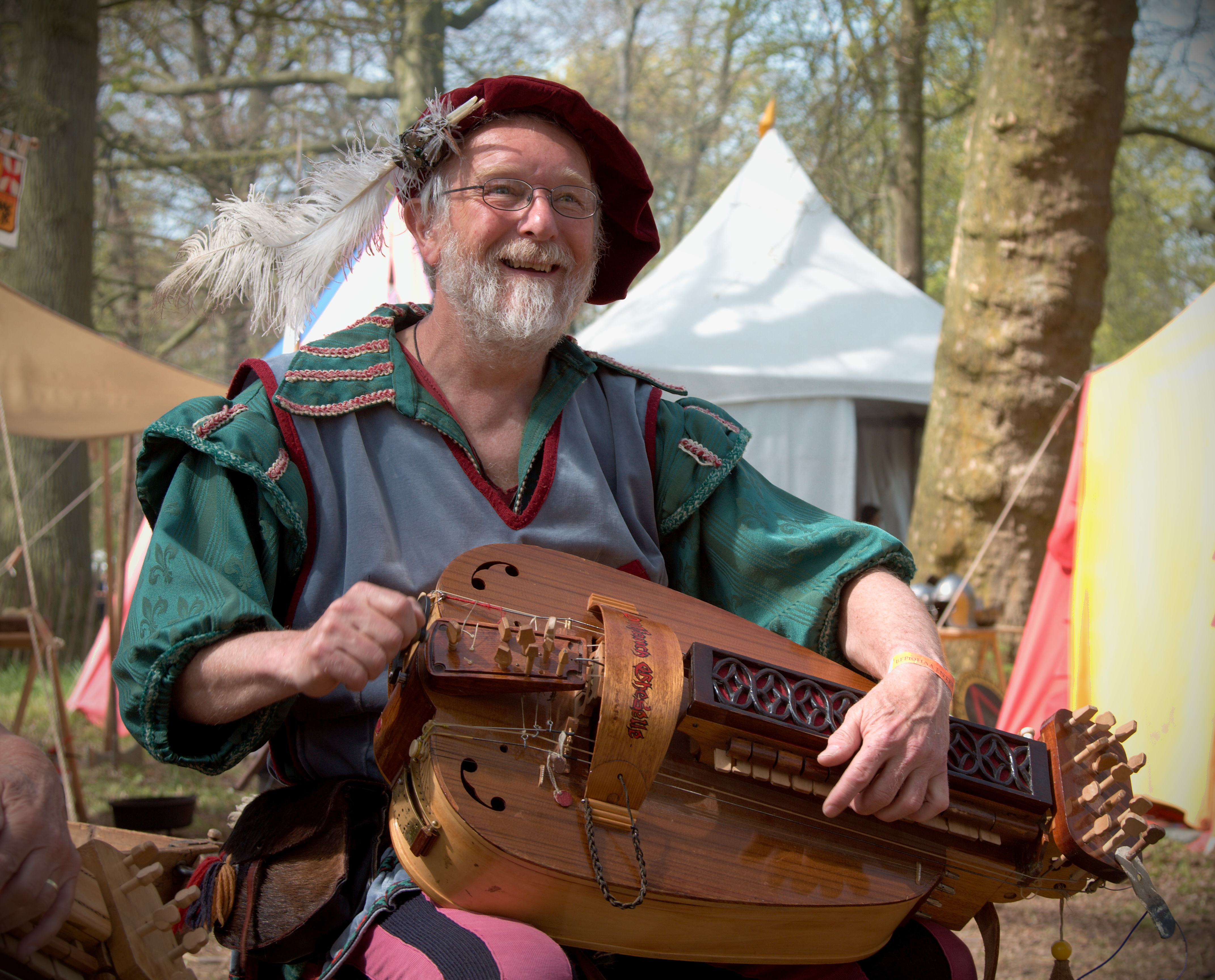
Kostümierter Drehleier-Spieler auf einer Fantasy-Veranstaltung in den Niederlanden

Unter diesem Begriff wird eine Vielfalt von Instrumentenformen von heutigen Instrumentenbauern angeboten. Man versteht darunter meist Instrumente, deren Korpusform nach historischen Abbildungen aus der Zeit vom Beginn der Neuzeit bis etwa 1650 geformt ist. Es gibt sehr genaue Nachbauten nach einzelnen historischen Abbildungen, etwa nach dem Instrument, das auf dem Bild Der Garten der Lüste von Hieronymus Bosch dargestellt ist, aber auch rein spekulative Neuschöpfungen für die Verwendung auf Mittelaltermärkten.

### Lira Organizzata, Vielle Organisée oder Orgelleier
Die Orgelleier ist eigentlich ein selbständiges Instrument, das aus einer Drehleier kombiniert mit einer kleinen Orgel besteht. Durch die Drehleier-Tastatur wird auch die Mechanik der Orgelventile gesteuert und mit der Kurbel das Windsystem betrieben. Im 18. Jahrhundert wurden dafür unter anderem von Joseph Haydn und Ignaz Pleyel Kompositionen geschrieben.

### Kastenleier
Die Kastenleier (lateinisch Sinfonia) ist bereits aus mittelalterlichen Darstellungen belegt. Das Instrument hat die Form einer länglichen Kiste, nur die Tastatur und die Kurbel stehen vor. Die frühesten Abbildungen stammen aus dem 13. Jahrhundert. Wie beim Organistrum beruhen alle heutigen Nachbauten auf Texten und Abbildungen und daraus abgeleiteten Folgerungen. Es ist kein historisches Instrument erhalten.

### Elektrisch verstärkte und elektronische Drehleiern

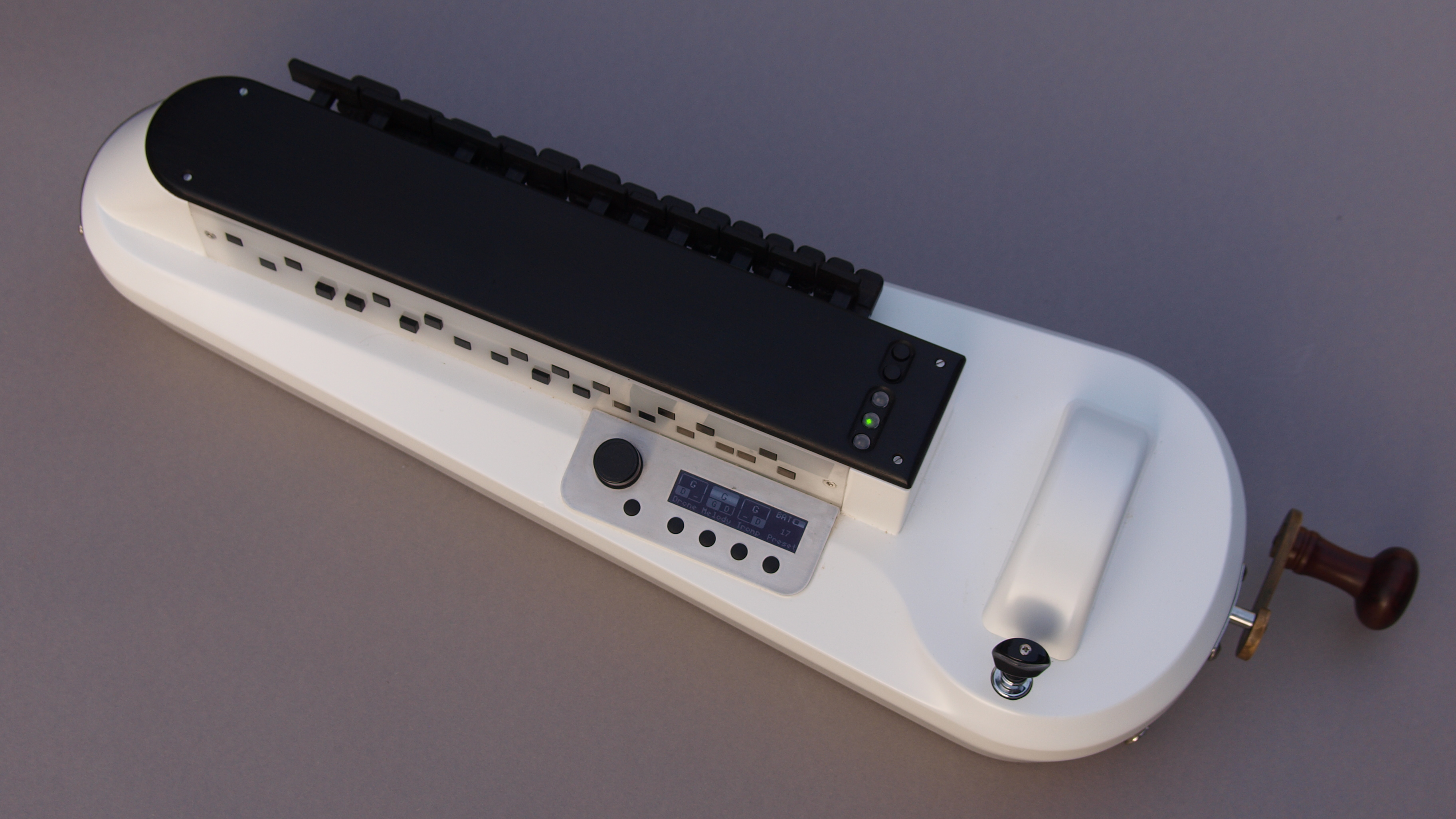
Elektronische Drehleier MidiGurdy

In der Popmusik, speziell in der Musik der Mittelalterszene, werden auch Drehleiern eingesetzt, bei denen die Saitenschwingungen zusätzlich über elektro-magnetische Tonabnehmer abgenommen werden können. Prinzipiell ähnlich wie bei E-Gitarren werden die analogen Signale an Verstärker übertragen und elektronisch verstärkt oder mittels Synthesizer verändert wiedergegeben.
Ganz ohne Saiten kommen dagegen elektronische Drehleiern wie die MidiGurdy aus. Hier werden die Signale für die Melodiesaiten rein elektronisch von der Tastatur und auch in Kombination mit den Bewegungen des Drehrads erzeugt. Die Signale für Schnarr- und Bordunsaiten werden über die Kurbelbewegungen des Drehrades gesteuert. Je nach technischer Ausstattung des Instruments kann das digitale Audiosignal über einen integrierten Prozessor und Soundkarte direkt ausgegeben werden. Ein Datenaustausch der musikalischen Steuerinformationen zwischen der Drehleier und angeschlossenen Computern, Samplern oder Synthesizern ist über MIDI-Schnittstellen möglich.

## Repertoire
Zu allen Zeiten ihrer Existenz war und ist die Drehleier auch ein Instrument der Popularmusik, der traditionellen Tanzmusik und Liedbegleitung in Europa. Sie findet auch Verwendung in verschiedensten musikalischen Gattungen wie der Alten Musik, im Jazz, Industrial, in der Rockmusik, in der Neuen Musik oder auf so genannten Mittelaltermärkten.
Für das Instrument wurden zahlreiche Werke geschrieben, die ob ihres Umfanges und ihrer Kompositionsweise der sogenannten „ernsten Musik“ zugerechnet werden:
Eine große Zahl dieser Werke entstand im 18. Jahrhundert. Neben den Werken aus dem Umfeld des französischen Hofes mit Komponisten wie Charles Bâton, Joseph Bodin de Boismortier, Charles Buterne, Nicolas und Esprit-Philippe Chédeville, Michel Corrette, Evaristo Felice Dall’Abaco, Jean-François Boüin, Jean-Baptiste Dupuits, Jean und Jacques-Martin Hotteterre, Jean-Baptiste Lully, Jacques-Christophe Naudot, Jean-Philippe Rameau komponierten auch andere einzelne Werke für das Instrument: Leopold Mozart (Sinfonia Die Bauernhochzeit), Wolfgang Amadeus Mozart (Deutscher Tanz KV 602/3), Wenzel Müller (Oper Die Schwestern von Prag), Joseph von Eybler (Deutscher Tanz), Ferdinand Kauer (Variazioni a Piu Istromenti[sic], Deutscher Tanz), Georg Druschetzky (Parthia), Paul Wranitzky (Deutscher Tanz), Franz Xaver Süßmayr (Ländler), Gaetano Donizetti (Oper Linda di Chamonix) und Carl Christian Agthe (Sinfonie Der Kuckuck).
Eine Anzahl von Werken wurde auch für die Orgelleier geschrieben.
Auch Komponisten der Gegenwart schreiben Kompositionen der „ernsten Musik“ für das Instrument, unter anderem Edward Sielicki (1987: Pulchrum est quod commensuratum est), Zygmunt Krauze (1974: Idyll, 1975: Fête galante et pastorale), R. Murray Schafer (2009: Oper The Children’s Crusade), Valentin Clastrier, Matthias Loibner, Germán Díaz, Stevie Wishart.

## Namen der Drehleier

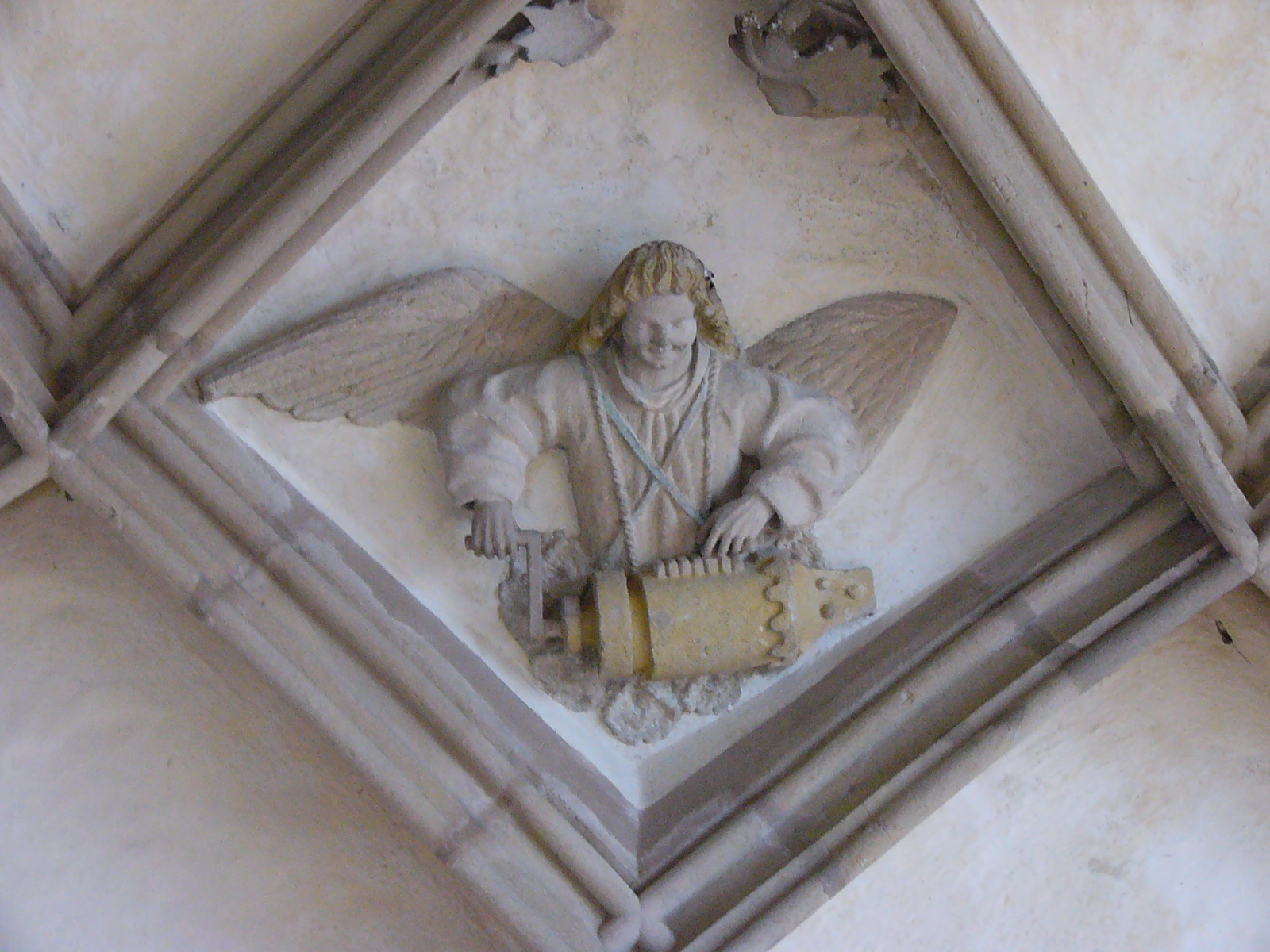
Spätgotische Engelsdarstellung mit Drehleier im Kloster Himmelkron

Die modernen Bezeichnungen Drehleier und (seltener, meist in wissenschaftlichen Texten) Radleier leiten sich ab von altgriechisch λύρα, lyra, althochdeutsch und italienisch lira. Der Wortteil Dreh- (von drehen) beziehungsweise Rad- bezieht sich auf das vom Spieler gedrehte Streichrad.
In den historischen Quellen gibt es verschiedene weitere Bezeichnungen:
- Drehleier wird häufig auf Leier oder Leyer verkürzt.[8] Auch die Form Lira kommt vor, neben der ukrainischen Lira etwa in Bezeichnungen von Stimmen für Drehleier in musikalischen Werken (KV 602/3, Trio).[9]
- Auch Namen wie Bawren Lyren (Bauernleier) wurden benutzt (Praetorius, 1620, Tafel XXII),[10] nicht zuletzt um eine Unterscheidung zwischen der antiken Leier (Lyra) und der Dreh-„Leier“ zu treffen.
- Die Bezeichnungen Bettelleier und Bettlerleier zeigen an, dass bettelnde Musiker Drehleiern spielten. Als Lyra mendicorum („Leier der Bettler“) verzeichnet Athanasius Kircher das Instrument in seiner Musurgia universalis (Iconismus VIII fol. 487).[11] Savoyardenorgel bezeichnet die Drehleier speziell als Instrument der Savoyarden, reisender und bettelnder Musiker aus Savoyen.[12]
- Nur in mittelalterlichen Texten findet sich symphonie.[13]

Bei der Bezeichnung Leier, die heute für die Instrumentengruppe Leier und in historischen Texten sowohl für das antike Zupfinstrument Lyra, wie auch für traditionelle Streichinstrumente und eben die Drehleier verwendet wird, ist eine Unterscheidung nur aus dem Kontext möglich (Grimm: Leier, 1a und 1b). Gleiches gilt für die Bezeichnung Leierkasten. Der Grund ist, dass nach der Drehvorrichtung der Drehleier verschiedene Geräte mit einer gleichartigen Kurbel als Leier bezeichnet wurden (Grimm: Leier, 4), darunter auch kleine tragbare mechanische Musikwerke, die mit einer Leier betrieben werden: ein Kasten mit Leier, also Leierkasten.

## Drehleier in der Malerei

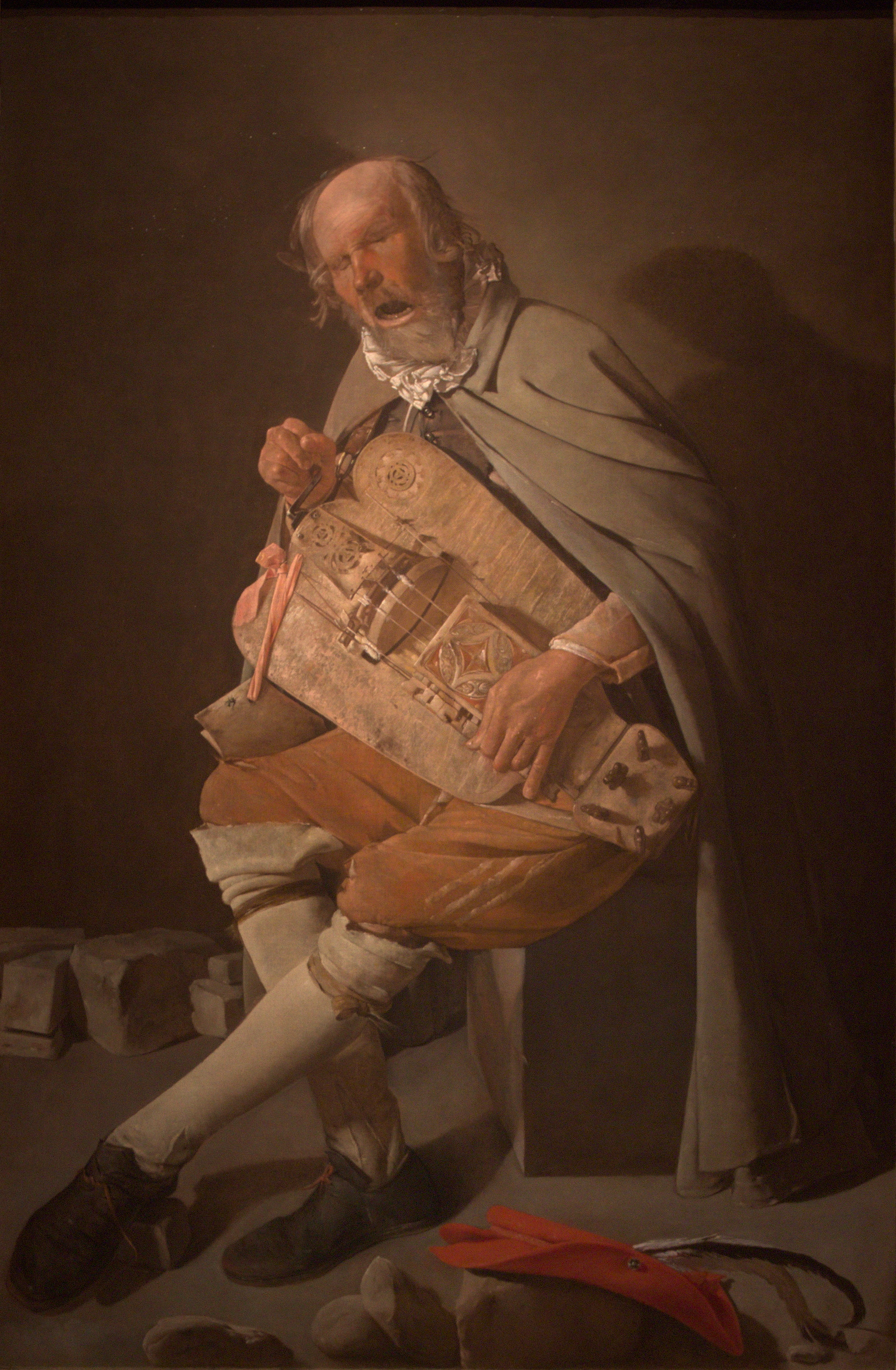
Der Drehleierspieler von Georges de La Tour, um 1620 bis 1625

Bedeutende Gemälde, auf denen Drehleiern zu sehen sind:
- Der Triumph des Todes von Pieter Bruegel der Ältere, 1562
- Der Garten der Lüste, auf dem rechten Flügel des Tryptychons von Hieronymus Bosch, zwischen 1490 und 1500 und zeigt die erste bekannte Darstellung eines Schnarrsteges an einer Drehleier